# کنز مخفی
کنز مخفی (بفارسی: گنج پنهان) یکی از احادیث قدسی است که در عرفان اسلامی و فلسفه اسلامی بسیار اهمیت دارد. خصوصاً ابن عربی در آثار خود بر این حدیث تأکید داشته‌است.

## سند حدیث
این حدیث در منابع روایی دست اول شیعه از جمله کتب اربعه نقل نشده، اما در دو مورد علامه مجلسی در بحار الانوار، این روایت را از پدرش نقل کرده‌است.

## نسخه‌های گوناگون حدیث
- کنت کنزاً مخفیاً فأحببت أن أعرف فخلقت الخلق لکی أعرف (من گنج پنهان بودم. دوست داشتم که آشکار شوم. پس خلق را آفریدم تا شناخته شوم)
- کنت کنزا مخفیا فأحببت أن أعرف فخلقت الخلق لأعرف إلی الأعیان الثابتة
- حکی فی بعض الأخبار أن نبیّاً من أنبیاء اللّه تعالی قال فی مناجاته مع ربه: یا ربّ! لم خلقت الخلق بعد أن لم تکن خلقته؟ فقال له ربه، علی سبیل الرّمز: کنت کنزاً مخفیّاً من الخیرات و الفضائل، و لم أکن أعرف فأردت أن أعرف.
- قال اللّه تعالی: کنت کنزاً مخفیّاً فاحببت ان اعرف فخلقت الخلق و تحبّبت الیهم بالنّعم حتّی عرفونی.
- قال لبعض أنبیائه علیه السلام: و قد سأله: لم خلقت الخلق یا رب؟ بقوله: کنت کنزاً مخفیّاً لم أعرف فخلقت الخلق لأعرف.
- کنت کنزاً مخفیّاً فأردت أن أعرف فخلقت الخلق فبی عرفونی.
- کنت کنزاً لااعرف فاجببت ان اعرف.
- روی عن رسول الله صلی الله علیه و آله، عن الله سبحانه، أنه قال: کنت کنزاً لم أعرف، فأحببت أن أعرف، فخلقت الخلق و تعرفت إلیهم فعرفونی.[۳]